# Annów (Lublin)
Pour les articles homonymes, voir Annów.
Annów (prononciation : [ˈannuf]) est un village polonais de la gmina de Zakrzew dans le powiat de Lublin de la voïvodie de Lublin dans l'est de la Pologne.
Il se situe à environ 8 kilomètres au nord-ouest de Zakrzew (siège de la gmina) et 37 kilomètres au sud de Lublin (siège du powiat et capitale de la voïvodie).

## Histoire
De 1975 à 1998, le village est attaché administrativement à l'ancienne Voïvodie de Zamość.

Depuis 1999, il fait partie de la nouvelle voïvodie de Lublin.